# Jarchlino
Jarchlino – wieś w Polsce, położona w województwie zachodniopomorskim, w powiecie goleniowskim, w gminie Nowogard.

## Położenie
Jarchlino jest położone we wschodniej części gminy, w odległości 7 km od Nowogardu. Od północy sąsiaduje z Konarzewem, od wschodu z Łosośnicą (gmina Resko), od południa z: Wierzbięcinem i Słajsinem. Od zachodu natomiast z: Kulicami i Maszkowem.

## Historia
Nazwa „Jarchlino” jest prawdopodobnie pochodzenia słowiańskiego („jariza” – zboże jare, pole obsiane żytem jarym).
W XV w. wieś przeszła w posiadanie rodu Dewitz z Dobrej Nowogardzkiej i taki stan trwał przez około 400 lat. 
W 1726 r. członkowie rodziny von Dewitz sprzedali posiadłość pułkownikowi Augustowi Fryderykowi von Bismarck. Od tego czasu aż do 1945 r. Jarchlino było jedną z głównych siedzib rodowych rodziny von Bismarck. W drugiej połowie XIX w. właścicielem majątku został Bernard von Bismarck. Podczas II wojny światowej siedziba rodowa Bismarcków została zniszczona, jednak w jarchlińskim parku można zobaczyć jej pozostałości.
Około połowy XIX w. areał wsi obejmował 600 ha, w Jarchlinie było 21 domów, w tym młyn wodny. W latach 30. XX w. zmieniono profil hodowli na bydło mleczne (154 szt.) i trzodę chlewną (120 szt.). 
Dane z 1928 r. podają, iż w Jarchlinie mieszkało 318 osób, a w 1939 r. łącznie 487 osób. 
W Jarchlinie znajdował się folwark, owczarnia oraz młyn wodny, który w części zachował się do dziś. Do 1999 r. na terenie wsi znajdowała się szkoła podstawowa.
W miejscowości jest przystanek kolejowy Jarchlino.
W latach 1975–1998 miejscowość administracyjnie należała do województwa szczecińskiego.

## Zabytki i turystyka
We wsi znajduje się zabytkowy kościół fil. pw. św. Józefa z XV wieku. Pierwszą świątynię wzniesiono we wsi w końcu XV w., w stylu późnogotyckim. Obecna pochodzi prawdopodobnie z XVII w. Jest to budowla na planie prostokąta, zbudowana z dużych głazów narzutowych. Na wyposażeniu kościoła znajdował się XVI-wieczny srebrny kielich i zabytkowy mszał drukowany na papierze.
Na wieży kościoła wiszą dwa dzwony. Mniejszy, o średnicy 55 cm, odlany został w XVI w.; drugi dzwon, o średnicy 72 cm, z herbami rodów: Dewitzów i Derfflingerów, pochodzi z 1697 r. Został on przekazany przez von Kridevita z Kołobrzegu.
Do 1945 r. świątynia posiadała status kościoła parafialnego. 1 lipca 1945 r. poświęcono ją w obrządku katolickim pod wezwaniem św. Józefa. Obecnie kościół należy do parafii św. Rafała Kalinowskiego w Nowogardzie.
Wiele domów mieszkalnych ma status zabytków, np. budynek byłej stacji kolejowej.
Ważnymi obiektami są: aleja kasztanowa stanowiąca kiedyś dojazd do PGR oraz aleja lipowa.
Przez centrum miejscowości przebiega międzygminny szlak rowerowy „Równina Nowogardzka” liczący sobie w sumie 122 km.

## Obiekty użytku publicznego
W Jarchlinie znajdują się: boisko sportowo-rekreacyjne do piłki nożnej i piłki siatkowej, dobrze wyposażony i ogrodzony plac zabaw dla dzieci, świetlica wiejska, sklep.

## Infrastruktura techniczna
Do infrastruktury technicznej, istniejącej w miejscowości należą: ujęcie wody wraz z siecią wodociągową, sieć telekomunikacyjna, stacja transformatorowa wraz z nadziemną siecią energetyczną. W Jarchlinie jest zainstalowane nowoczesne oświetlenie drogowe (sodowe). Oprawy oświetleniowe zawieszone są na stojących przy drogach słupach energetycznych za pomocą krótkich wysięgników. Przez miejscowość przebiegają dwie drogi powiatowe o nawierzchni bitumicznej: Resko-Kulice oraz Żabowo-Jarchlino. Pozostałą część ciągów komunikacyjnych stanowią drogi gminne o nawierzchni brukowej lub utwardzonej frezem asfaltowym. Sieć kanalizacyjna i gazowa jest w planach. 

## Komunikacja
Przez Jarchlino kursują regularne linie prywatnych przewoźników oraz w roku szkolnym autobusy PKS.